# الرابطة البرلمانية 1968–69
الرابطة البرلمانية 1968–69 (بالإنجليزية: 1968–69 Isthmian League)‏ هو موسم من دوري إسثميان. فاز فيه نادي إِنفيلد ‏.